# The World/Inferno Friendship Society
The World/Inferno Friendship Society (auch World Inferno) ist ein Punk-Rock-Kollektiv aus Brooklyn, New York. 1996 gegründet, verbindet es Punk-Rock, Klezmer, Dark Cabaret und Jazz. Die Gruppe hatte bisher über 40 Mitglieder, nur der Sänger Peter „Jack Terricloth“ Ventantonio blieb über die gesamte Bandgeschichte, bis zu seinem Tod im Mai 2021. Die Auftritte beinhalten oft längere improvisierte Kommentare zu Politik und aktuellem Geschehen sowie Interaktion mit dem Publikum und das spontane Erfüllen von Musikwünschen. Die Texte von World/Inferno behandeln oft historische oder biografische Themen wie die Weimarer Republik, Peter Lorre, Paul Robeson oder Jeffrey Lee Pierce.
Sänger Terricloth verstarb im Mai 2021 im Alter von 50 Jahren.

## Diskografie

### Alben
- 1997: The True Story of the Bridgewater Astral League
- 2002: Just the Best Party
- 2003: Hallowmas: Live at Northsix
- 2006: Red-Eyed Soul
- 2007: Addicted to Bad Ideas: Peter Lorre's Twentieth Century
- 2011: The Anarchy and the Ecstasy
- 2014: This Packed Funeral
- 2020: All Borders Are Porous to Cats

### EPs
- 2001: International Smashism!
- 2004: Speak of Brave Men
- 2005: Me v. Angry Mob
- 2010: Vox Inferne
- 2012: Maps, Saints, & Just This Side of Way Too Much
- 2013: Turnstile Comix #2